# 康克军
康克军（1956年—），清华大学工程物理系教授、副校长。河北正定人，中共党员。研究领域为核技术及应用等。担任中国体视学学会理事长、中国核学会副理事长等。中国教育部第三批“长江学者”特聘教授，获中国国家技术发明一等奖、中国国家科技进步一等奖等奖项。

## 生平
1982年、1984年和1988年先后获得清华大学工程物理系学士、硕士和博士学位；
1984年起，在清华大学工作，先后任教授、工程物理系主任、副校长等职。